# Yannick Schelbert
Yannick Schelbert (* 1990) ist ein Schweizer Unihockeyspieler, welche beim Nationalliga-A-Verein Zug United unter Vertrag steht.